# Gabriel de La Fosse
 (avril 2019).
Si vous disposez d'ouvrages ou d'articles de référence ou si vous connaissez des sites web de qualité traitant du thème abordé ici, merci de compléter l'article en donnant les références utiles à sa vérifiabilité et en les liant à la section « Notes et références ».
Gabriel-Henry, baron Chatry de La Fosse, né à Caen, le 13 juillet 1779 et mort à Paris le 24 juin 1848, est un général français.

## Biographie
Fils de Pierre-Jacques-Samuel Chatry-Lafosse, président du Corps législatif, et de Gabrielle Dumoustier, sœur du général Pierre Dumoustier, Chatry de la Fosse avait été un des premiers de son département à répondre à la proclamation du premier Consul, au mois de ventôse an VIII, qui appelait tous les conscrits sous les drapeaux. Il fit, avec le 9e régiment de dragons, la campagne de Marengo à la suite de laquelle il mérita le grade de maréchal-des-logis. L'année suivante, à l'affaire de Montebaldo, voyant que les tirailleurs se retiraient faute de cartouches, il courut à eux, leur donna les siennes et vint en faire une nouvelle provision qu'il distribua lui-même sur toute la ligne, sans s'inquiéter du feu de l'ennemi. Quelques jours après, à Castel-Franco, comme deux sapeurs de son escadron étaient tombés au pouvoir d'un parti autrichien, il fondit au galop sur les ennemis, en tua deux, sabra le reste, délivra ses camarades et ramena deux prisonniers.
Nommé sous-lieutenant en l'an XI, Chatry de la Fosse servit avec distinction en Autriche et en Prusse, dans la réserve de cavalerie du prince Murat. À Willingen, les bulletins nous le montrent avec son régiment culbutant douze bataillons de grenadiers autrichiens à la tête desquels Mack tente vainement de disputer aux Français le passage du Leck. À Austerlitz, il traverse deux fois les bataillons russes, portant partout l'épouvante et la mort. À Iéna, il poursuit les débris de l'armée prussienne et à Eylau, dans une charge conduite par Murat en personne et dont le souvenir est inscrit glorieusement dans les fastes du 9e dragons, il contribua à rompre trois fois la ligne des Russes.
Désigné pour entrer aux dragons de la garde, à leur formation, il reçut la croix de légionnaire en Espagne, le 26 mai 1808 et combattit dans les rangs de la vieille garde à Wagram et en Russie. Pendant les campagnes de 1813 et 1814, nous le retrouvons comme major du 3e régiment de chevau-légers, au 1er corps de cavalerie de la grande armée, en Saxe et en France.
Mis en non-activité au licenciement de 1815, il fut rappelé comme lieutenant-colonel aux dragons de la Garonne en 1816, prit le commandement des chasseurs de la Meuse (15e de l'arme) en décembre 1821 et servit à l'armée d'Espagne, puis à la division d'occupation de Cadix, de 1823 à 1828.
Il avait été fait commandeur de la Légion d'honneur le 17 octobre 1823.
Après les événements de 1830, le colonel Chatry de la Fosse obtint l'autorisation de passer au service de la Belgique où il organisa plusieurs régiments de cavalerie.
Créé maréchal de camp le 27 janvier 1833, il rentra en France en 1836 ; depuis cette époque jusqu'en 1840, date de son passage au cadre de réserve, il avait été employé successivement dans les subdivisions du Puy-de-Dôme, de la Haute-Garonne et de la Vienne et avait eu, en 1837, le commandement de la 2e brigade d'infanterie rassemblée sur la frontière des Pyrénées occidentales.
Il était en retraite depuis le mois d'avril 1848, lorsqu'il mourut le 24 juin de cette même année.
Il fut créé baron en 1827.
Le fils du général Chatry de la Fosse, qui a débuté dans la carrière comme simple soldat dans les dragons de la garde en 1811, fut ensuite colonel du 8e régiment de dragons.